# Anoropallene laysani
Anoropallene laysani là một loài nhện biển trong họ Callipallenidae. Chúng được miêu tả khoa học năm 1972 bởi Child.